# Skopo
Skopo – wieś w Słowenii, w gminie Sežana. W 2018 roku liczyła 224 mieszkańców.